# مصفایی
مصفایی (نام علمی: Amblyocarpum) نام یک سرده از تیره کاسنیان است.